# 马库斯&马丁努斯

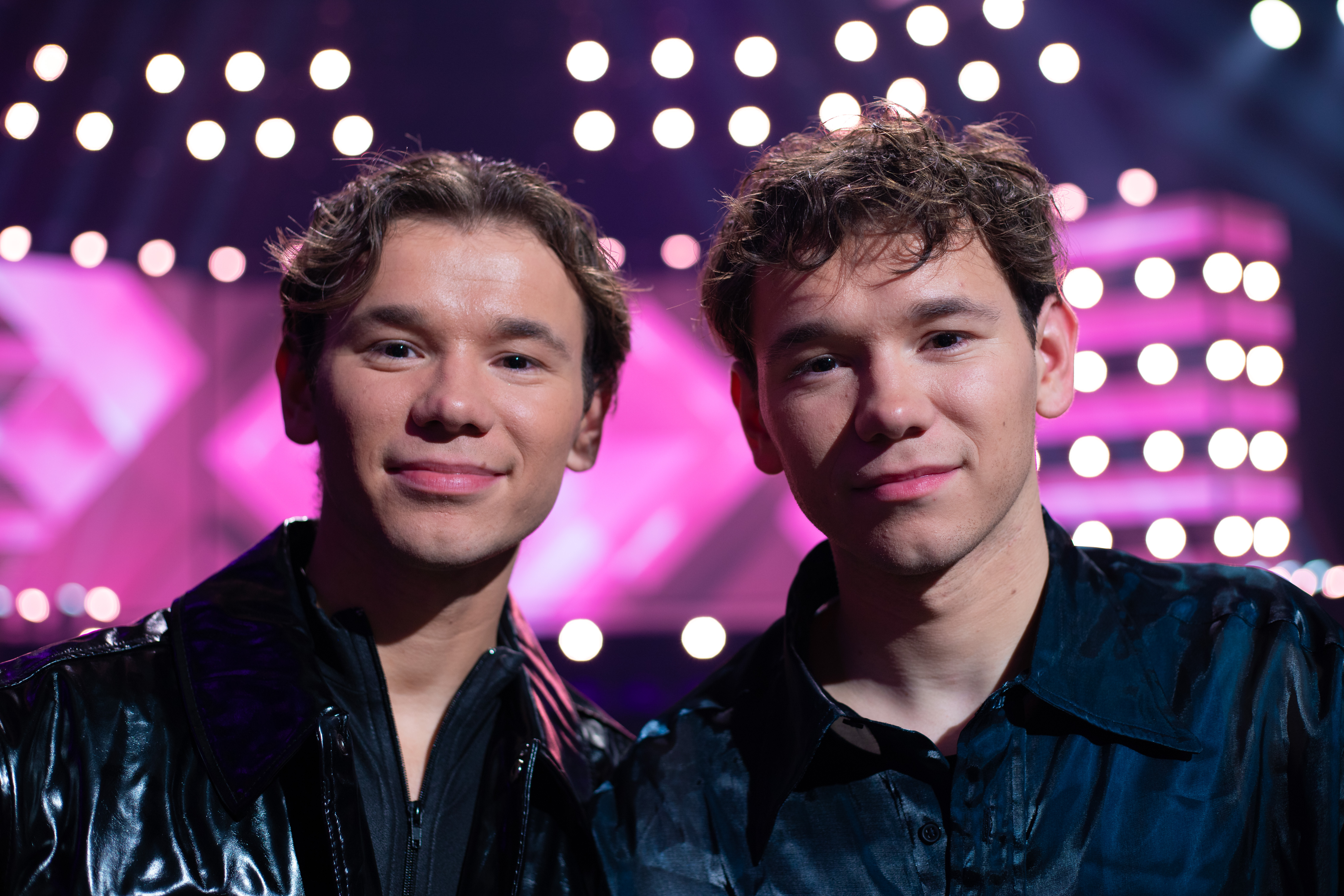
马库斯&马丁努斯于2024年

马库斯&马丁努斯（挪威語：Marcus & Martinus），有时简写为M&M，是挪威一个流行舞曲二人组合，由孪生兄弟马库斯和马丁努斯·贡纳森组成。他们已经发布了三张专辑。自从赢得2012年挪威青少年一级音乐大赛之后，他们在各种比赛中多次得奖。他们在2022年赢得了瑞典蒙面歌手赛，並在2023和2024年参加了两次《瑞典旋律节》。他们赢得了2024年的瑞典旋律节，并代表瑞典参加2024年歐洲歌唱大賽。